# Jōō (andra shogunatet)
För 1200-talsperioden med samma namn, se Jōō (Kamakura).
Jōō (japanska: 承応?, Jōō), 18 september 1652–13 april 1655, ibland läst Shōō, är en period i den japanska tideräkningen. Perioden inleddes för att hedra den nyss avlidne shogunen Tokugawa Iemitsu och avslutas när kejsare Go-Kōmyō dör och kejsare Go-Sai tillträder tronen.
Namnet på perioden är hämtat från Jinshu ett av de 24 historieverken.

## Större händelser
Perioden har gett namn åt Jōō-incidenten, då några ronin, herrelösa samurajer, avslöjades ha planerat en stor guldstöld och mord på höga tjänstemän i samband med att shogun-paret besökte ett tempel för att högtidlighålla 27-årsdagen av förre shogunens Tokugawa Iemitsus fru Oeyos död.
År Jōō 2 (1653) brann delar av det kejserliga palatset och flera tempel i närheten ner. En grupp småflickor i 12–14-årsåldern fängslades för att ha anlagt bränderna.